# Petrochromis
Petrochromis és un gènere de peixos de la família dels cíclids i de l'ordre dels perciformes.

## Distribució geogràfica
És endèmic del llac Tanganyika (Àfrica oriental).

## Taxonomia
- Petrochromis famula (Matthes & Trewavas, 1960)
- Petrochromis fasciolatus (Boulenger, 1914)
- Petrochromis macrognathus (Yamaoka, 1983)
- Petrochromis orthognathus (Matthes, 1959)
- Petrochromis polyodon (Boulenger, 1898)
- Petrochromis trewavasae (Poll, 1948)[3][4][5]